# Led Zeppelin North American Tour 1975
Led Zeppelin North American Tour 1975 – dziewiąta amerykańska trasa koncertowa Led Zeppelin, która odbyła się w 1975 r. Poprzedziły ją dwa koncerty w Europie „na rozgrzewkę”.

## Typowa setlista
1. „Rock and Roll” (Page, Plant, Jones, Bonham)
2. „Sick Again” (Page, Plant)
3. „Over the Hills and Far Away” (Page, Plant)
4. „In My Time of Dying” (Page, Plant, Jones, Bonham)
5. „The Song Remains the Same” (Page, Plant)
6. „The Rain Song” (Page, Plant)
7. „Kashmir” (Bonham, Page, Plant)
8. „No Quarter” (Page, Plant, Jones)
9. „Trampled Under Foot” (Page, Plant, Jones)
10. „Moby Dick” (Bonham)
11. „How Many More Times” (Page, Jones, Bonham)/"Dazed and Confused” (Page)
12. „Stairway To Heaven” (Page, Plant)

Bisy:
1. „Whole Lotta Love” (Page, Plant, Jones)
2. „The Crunge” (Bonham, Jones, Page, Plant)
3. „Black Dog” (Page, Plant, Jones)
4. „Heartbreaker” (Bonham, Page, Plant)
5. „Communication Breakdown” (Bonham, Jones, Page)

## Lista koncertów

### „Europejska rozgrzewka”
- 11 stycznia – Rotterdam, Holandia – The Ahoy
- 12 stycznia – Bruksela, Belgia – Forest National

### Ameryka Północna
- 18 stycznia – Bloomington, Minnesota, USA – Metropolitan Sports Center
- 20, 21 i 22 stycznia – Chicago, Illinois, USA - Chicago Stadium
- 24 stycznia – Richfield, Ohio, USA - Richfield Coliseum
- 25 stycznia – Indianapolis, Indiana, USA - Market Square Arena
- 29 stycznia – Greensboro, Karolina Północna, USA - Greensboro Coliseum
- 31 stycznia – Detroit, Michigan, USA - Olympia Stadium
- 1 i 2 lutego – Pittsburgh, Pensylwania, USA - Pittsburgh Arena
- 3 lutego – Nowy Jork, USA - Madison Square Garden
- 4 lutego – Uniondale, Nowy Jork, USA - Nassau Coliseum (pierwotnie planowany w Boston Garden; przeniesiony do Nassau Coliseum)
- 6 lutego – Montreal, Kanada – Montreal Forum
- 7 lutego – Nowy Jork, Nowy Jork, USA - Madison Square Garden
- 8 lutego – Filadelfia, Pensylwania, USA - The Spectrum
- 10 lutego – Landover, Maryland, USA - Capital Centre
- 12 lutego – Nowy Jork, Nowy Jork, USA - Madison Square Garden
- 13 i 14 lutego – Uniondale, Nowy Jork, USA - Nassau Coliseum (na koncercie Led Zeppelin w utworze „Communication Breakdown” wspomógł Ron Wood z The Rolling Stones)
- 16 lutego – St. Louis, Missouri, USA - St. Louis Arena
- 27 lutego – Houston, Teksas, USA - Sam Houston Coliseum
- 28 lutego – Baton Rouge, Luizjana, USA - LSU Assembly Center
- 1 marca – Nowy Orlean, Luizjana, USA - Municipal Auditorium
- 2 marca – Knoxville, Tennessee, USA - Stokely Athletic Center
- 3 marca – Fort Worth, Teksas, USA - Tarrant County Convention Center
- 4 i 5 marca – Dallas, Teksas, USA - Dallas Memorial Auditorium
- 10 marca – San Diego, Kalifornia, USA - San Diego Sports Arena
- 11 i 12 marca – Long Beach, Kalifornia, USA - Civic Arena
- 14 marca – San Diego, Kalifornia, USA - San Diego Sports Arena
- 17 marca – Seattle, Waszyngton, USA - Seattle Center Coliseum
- 19 i 20 marca – Vancouver, Kolumbia Brytyjska – Pacific Coliseum
- 21 marca – Seattle, Waszyngton, USA - Seattle Center Coliseum
- 24, 25 i 27 marca – Inglewood, Kalifornia, USA - The Forum